# Pândita

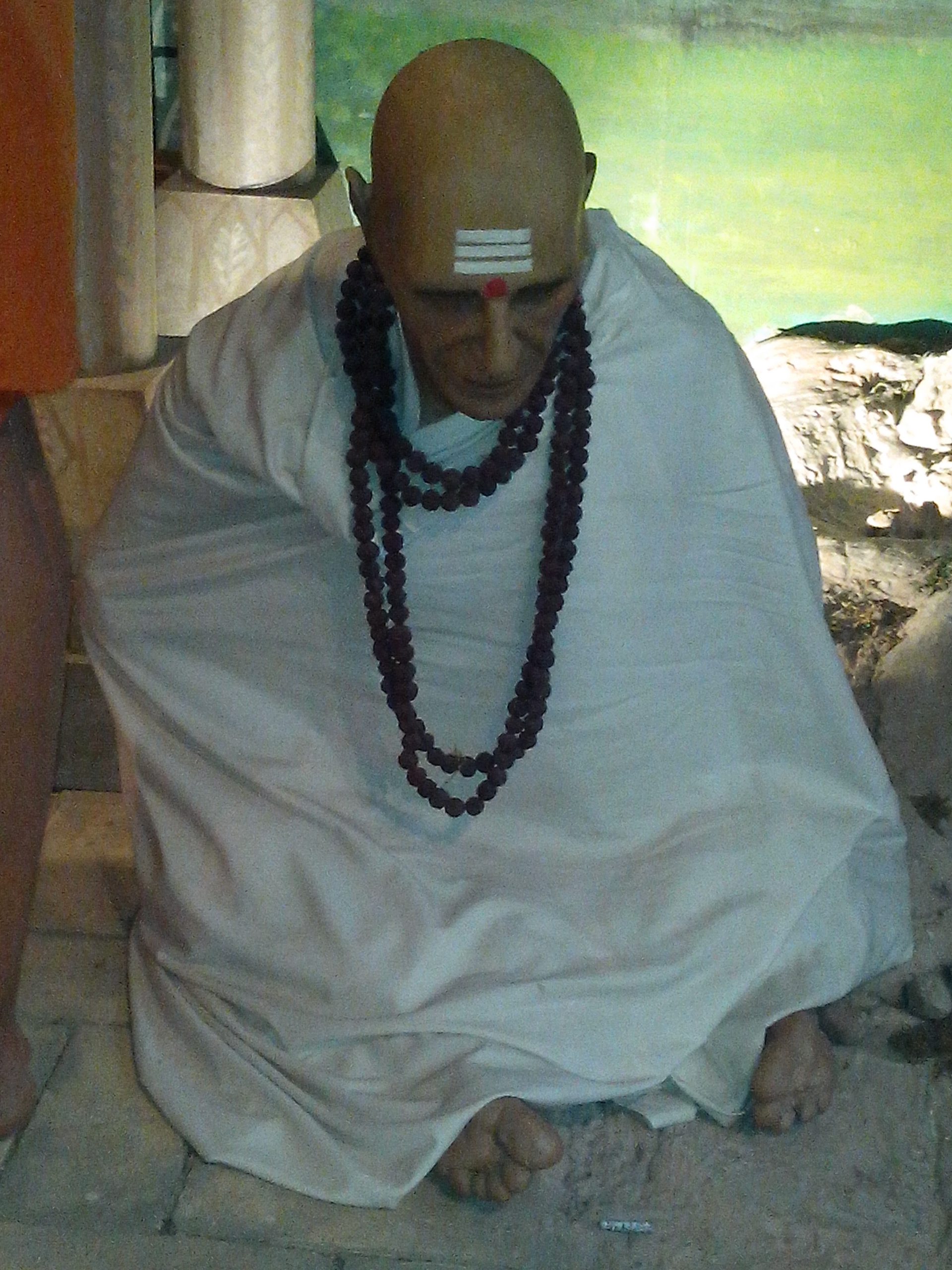
Museu do monumento do Paquistão um status hindu dos pandits,

Um pândita (grafias alternativas pândito e pandita) é um estudioso, um professor, em especial um profundo conhecedor de sânscrito, da lei, música de filosofia hindus.
Os termos pandit ou pundit são também usados para designar os supervisores indianos que exploravam regiões do norte da Índia para os britânicos no século XIX.
O uso original da palavra "pândita" refere-se a um hindu, quase sempre um brâmane, que memorizou uma significativa parte dos “Vedas”, juntamente com os correspondentes ritmos e melodias, cantando e entoando os mesmos.

## Etimologia
O substantivo «pândita» entra no português pelo sânscrito पण्डित  (paṇḍita).

## Religião
Os pânditas ou pujaris são contratados para cantar versos védicos nos rituais “yagyas” e noutros eventos, tanto públicos como privados. Os cânticos são entoados para serem ouvidos em estado de mente calma e quieta, visando o desenvolvimento espiritual do ouvinte e também a vivificação de toda a atmosfera do evento. Todos os Pandits são completamente lactovegetarianos, por razões espirituais e devem manter-se puros de corpo e de espírito.

## Apelido Pandit
O apelido Pandit encontra-se em toda Índia até hoje, sendo mais abundante entre os caxemires. Quase todos (99%) os que têm apelido “Pandit” são hindus, mas há casos raros de muçulmanos com esse nome de família. Os pânditas caxemires serve-se dos títulos "Kumhar", “Bhat”, “Purohit” e “Rajpurohit” em hindi.

## Usos do nome
Na Índia de hoje, Pandit é um título honorífico conferido a um especialista em qualquer assunto ou campo de conhecimento, especialmente música clássica indiana. Usa-se o termo somente para homens hindus, mas homens músicos muçulmanos recebem o título “Ustad”. As mulheres expoentes nesse campo servem-se dos títulos «Vidushi» e «Begum», quando sejam respectivamente hindus ou muçulmanas.
A palavra 'Pandit' (sempre com letra maiúscula) antecede sempre o nome da pessoa, a título de exemplo, são Pandit Nehru, Pandit Ravi Shankar, Pandit D. V. Paluskar, Pandit Bhimsen Joshi, Pandit Jasraj e Pandit Mallikarjun Mansur.
Houve pânditas, ou notáveis locais citados no Dharmasastra, que foram utilizados como conselheiros da corte britânica no país nos séculos XVIII e XIX, porquanto os juízes britânicos tinham pouco conhecimento dos costumes Hindus e de suas tradições orais, precisando assim de informações vindas desses Pandits. A Suprema Corte da Índia tinha um oficial legislativo no estilo de um pândita, que informava os juízes britânicos acerca de pontos das leis hindus. A prática foi abandonada em 1864, quando os juízes já acreditavam ter suficiente experiência para lidar com as leis da colónia. Aplicavam esse conhecimento aos cada vez mais numerosos casos a serem julgados e, além disso, a instituição de das “High Courts” dois anos antes (em 1862) já diminuíra significativamente a importância do apoio dos pânditas.